# Batracomorphus tatius
Batracomorphus tatius är en insektsart som beskrevs av Knight 1983. Batracomorphus tatius ingår i släktet Batracomorphus och familjen dvärgstritar. Inga underarter finns listade i Catalogue of Life.